# 鸣梁海峡

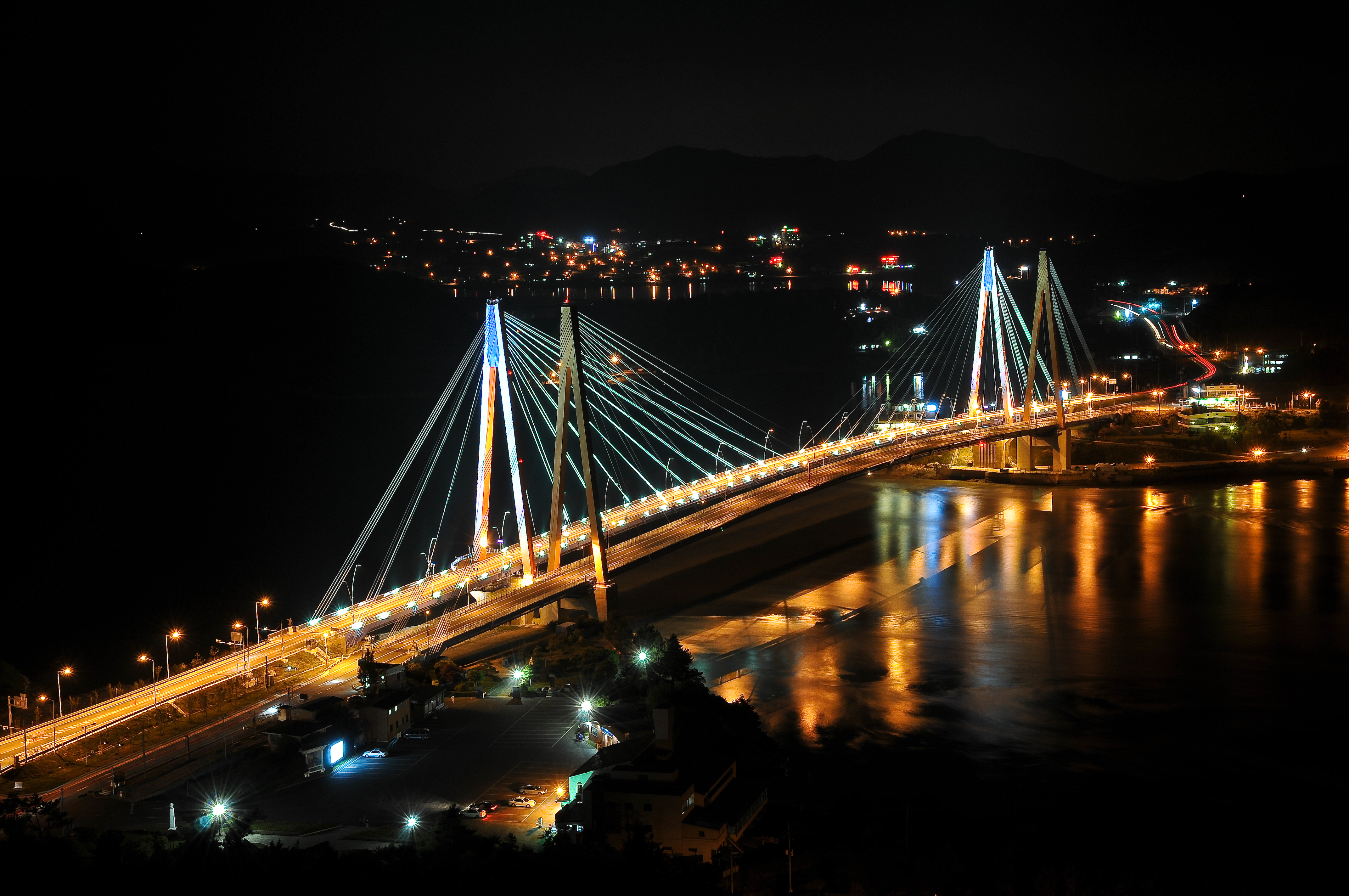
珍岛大桥

鸣梁海峡（：／ Myeongryang haehyeop */?）是位于韩国珍岛与全罗南道海南郡之间的狭窄海峡。海峡宽约294米，与汉江宽度相仿。 海峡内海水湍急，每隔数小时海水流向会发生逆转。海水涨落声音很大，故名“鸣梁”。
朝鲜壬辰倭乱时期，李舜臣将军利用鸣梁海峡的特殊地理特征在此以十二艘板屋船击退倭舰三百三十余艘，创下世界海战史上的一个奇迹。 史称“鸣梁大捷”。
鸣梁海峡上建有珍岛大桥是韩国唯一的双梁斜张桥。 鸣梁海峡还建有世界最大的潮汐发电站。

## 参閲
- 韩国地理